# だいこんの花
『だいこんの花』（だいこんのはな）は日本のテレビドラマ。元艦長の親子を中心としたホームドラマ。シリーズ化され、1970年から1977年まで5部がNETテレビ（現・テレビ朝日）で放送されたVTR作品。主演は竹脇無我、森繁久彌は特別出演扱い。メインライターは最初松木ひろしで後に向田邦子。

## あらすじ
元海軍大佐で巡洋艦「日高」（架空の船名で実在しない）の艦長も務めた永山忠臣は、早くに妻・繁子を亡くしてからは一人息子・誠を男手ひとつで育て上げた。忠臣は妻を「だいこんの花のような、素朴だが美しく控えめな人だった」と常々語り、結婚適齢期になった誠にも「妻を娶るならだいこんの花のような人を」と口うるさく言うのであった。誠の恋愛事情や忠臣の元部下が営む小料理屋の一家とのかかわりを交えつつ、明治世代の頑固親父・忠臣と戦後世代の現代っ子・誠の家族模様を綴る。
1部から5部まで基本設定は同じだが、各部に物語の関係はない。3部からは既婚である誠の兄・永山勇が加わっている。
なお、各話のサブタイトルは主に「海軍に由来する語句」を多く使用していた。

### シリーズ概要
- 第1部：だいこんの花（1970年10月22日 - 12月24日）木曜22時、全10回
- 第2部：新・だいこんの花（1972年1月6日 - 6月29日）木曜21時、全26回
- 第3部：だいこんの花（1972年11月16日 - 1973年5月10日）木曜21時、全26回
- 第4部：だいこんの花（1974年9月5日 - 1975年3月27日）木曜21時、全30回
- 第5部：だいこんの花（1977年6月2日 - 11月24日）木曜21時、全26回

### オープニング
オープニングでは森繁久彌による詩を竹脇無我が朗読する。
「人知れず／忘れられた茎に咲き／人知れず／こぼれ散り／細かな白い／だいこんの花／久弥」

## シリーズ

### だいこんの花（第1部）
放送期間
- 1970年10月22日 - 12月24日（木曜22時）、全10回

スタッフ
- 脚本：松木ひろし、向田邦子
- 音楽：冨田勲
- プロデューサー：若杉芳光、木村幹
- 演出：奈良井仁一、大村哲夫
- 制作：NET

配役
- 永山忠臣（森繁久彌）（特別出演）…巡洋艦「日高」の元艦長
- 永山誠（竹脇無我）…忠臣の息子。サラリーマン
- 永山繁子（加藤治子）…忠臣の亡き妻
- 山本咲代（ミヤコ蝶々）…忠臣の妹。誠の叔母
- トミ子（川口晶）…永山家のお手伝い。
- 相馬京太郎（大坂志郎）…忠臣の元部下。小料理屋「日高」の店主
- 相馬麻子（武原英子）…京太郎の娘
- 柄崎（砂塚秀夫）…忠臣の元部下。通称・なまず
- 善吉（服部哲治）…小料理屋「日高」の板前
- 脇村課長（細川俊夫）…誠の上司
- 千恵（沢井孝子）…誠の同僚OL。誠を密かに想っている
- 船津静子（藤間紫）…忠臣の亡き先輩の愛人。バー「ネルソン」のマダム
- 初江（原ひさ子）…船津家のお手伝い

放映リスト
| 話数 | 放映日          | サブタイトル     | 演出       | 脚本       | ゲスト                          |
| ---- | --------------- | ---------------- | ---------- | ---------- | ------------------------------- |
| 1    | 1970年 10月22日 | 錨をあげて       | 奈良井仁一 | 松木ひろし | 宇佐美淳也、葦原邦子、 江見早苗 |
| 2    | 10月29日        | 敵艦見えず       | 奈良井仁一 | 松木ひろし | 鮎川いづみ、多々良純            |
| 3    | 11月5日         | 轟沈・大破       | 奈良井仁一 | 向田邦子   | 春川ますみ                      |
| 4    | 11月12日        | 敵前旋回         | 奈良井仁一 | 向田邦子   | 千石規子                        |
| 5    | 11月19日        | トラ! トラ! トラ | 奈良井仁一 | 松木ひろし | 星由里子、中村伸郎              |
| 6    | 11月26日        | 百発一中         | 大村哲夫   | 松木ひろし | 小松政夫                        |
| 7    | 12月3日         | Z旗あげて        | 大村哲夫   | 向田邦子   | 横山道代                        |
| 8    | 12月10日        | あァ、玉砕       | 大村哲夫   | 向田邦子   | 加藤武                          |
| 9    | 12月17日        | 海ゆかば         | 大村哲夫   | 向田邦子   | 都家かつ江                      |
| 10   | 12月24日        | 我帰港せり       | 大村哲夫   | 松木ひろし |                                 |

### 新・だいこんの花（第2部）
放送期間
- 1972年1月6日 - 6月29日（木曜21時）、全26回

スタッフ
- 脚本：松木ひろし、向田邦子、窪田篤人
- 音楽：冨田勲
- 美術：富本袋助
- 照明：上松奉人
- カメラ：杉村俊明
- 音声：真鍋皓造
- プロデューサー：若杉芳光、白石英介
- 演出：山内和郎、大井素宏
- 制作：NET

出演
- 永山忠臣（森繁久彌）…巡洋艦「日高」の元艦長
- 永山誠（竹脇無我）…忠臣の息子。大日建設設計課に勤務
- 永山繁子・井村静子(二役)（加藤治子）…忠臣の亡き妻、相馬京太郎の後妻、井村健太郎の母
- 高柳杏子（関根恵子）…栄養士。のち誠と結婚
- 高柳啓一（川崎敬三）…杏子の兄。誠の会社の先輩
- 相馬京太郎（大坂志郎）…忠臣の元部下。小料理屋「日高」の主人
- 相馬麻子（武原英子）…京太郎の一人娘
- 井村健太郎（松山英太郎）…静子の息子
- 石川源助（牟田悌三）…忠臣の元部下。銭湯「鶴の湯」の主人。通称・かまや
- 石川たつ（春川ますみ）…源助の妻
- 石川高子（大原麗子）…源助の娘。
- 石川哲男（吉田次昭）…源助の息子
- 善吉（服部哲治）…小料理屋「日高」の板前
- 民子（鶴間エリ）…お手伝い。永山家を出て石川家に住み着く
- 久美（本田みちこ）…誠の同僚OL。誠に惚れている
- 社員（円谷文彦、田森敏一）…誠の同僚
- 山本咲代（ミヤコ蝶々）…忠臣の妹。誠の叔母

放映リスト
| 話数 | 放映日        | サブタイトル        | 演出     | 脚本       | ゲスト             |
| ---- | ------------- | ------------------- | -------- | ---------- | ------------------ |
| 1    | 1972年 1月6日 | 総員 戦闘配置につけ | 山内和郎 | 松木ひろし | 菅井きん           |
| 2    | 1月13日       | 見合い作戦異状あり  | 山内和郎 | 向田邦子   |                    |
| 3    | 1月20日       | 同期の桜なのだ      | 山内和郎 | 松木ひろし | 金子信雄、石井富子 |
| 4    | 1月27日       | 太平洋上波高し      | 山内和郎 | 向田邦子   |                    |
| 5    | 2月3日        | ニイタカヤマノボレ  | 山内和郎 | 向田邦子   |                    |
| 6    | 2月10日       | とかく女はSOS       | 山内和郎 | 松木ひろし | 小松方正           |
| 7    | 2月17日       | ライバルに敬礼      | 山内和郎 | 松木ひろし | 加藤剛             |
| 8    | 2月24日       | 妻をめとらば        | 大井素宏 | 窪田篤人   |                    |
| 9    | 3月2日        | 恋愛候補生          | 山内和郎 | 松木ひろし | 土田早苗           |
| 10   | 3月9日        | 守ルモ攻メルモ      | 山内和郎 | 松木ひろし |                    |
| 11   | 3月16日       | 愛情ある休戦        | 大井素宏 | 向田邦子   |                    |
| 12   | 3月23日       | あゝ結婚行進曲      | 大井素宏 | 向田邦子   |                    |
| 13   | 3月30日       | 新婚さんはつらいね  | 山内和郎 | 向田邦子   |                    |
| 14   | 4月6日        | がんばれ老兵        | 大井素宏 | 松木ひろし |                    |
| 15   | 4月13日       | 恋の売込み作戦      | 山内和郎 | 向田邦子   |                    |
| 16   | 4月20日       | 艦長さんはお年頃    | 大井素宏 | 向田邦子   | 南美江             |
| 17   | 4月27日       | お節介はダメよ      | 山内和郎 | 向田邦子   |                    |
| 18   | 5月4日        | 若奥様は仮免中      | 山内和郎 | 松木ひろし |                    |
| 19   | 5月11日       | 母さん大いに怒る    | 大井素宏 | 向田邦子   |                    |
| 20   | 5月18日       | 花婿さん危機一髪    | 大井素宏 | 松木ひろし | 植田峻             |
| 21   | 5月25日       | 新妻はコワイです    | 山内和郎 | 窪田篤人   |                    |
| 22   | 6月1日        | 宝石にご用心        | 山内和郎 | 向田邦子   |                    |
| 23   | 6月8日        | 母さんのヒミツ      | 大井素宏 | 松木ひろし | 根上淳             |
| 24   | 6月15日       | 求婚専科            | 大井素宏 | 松木ひろし |                    |
| 25   | 6月22日       | 仲人さん大忙し      | 山内和郎 | 窪田篤人   |                    |
| 26   | 6月29日       | コンニチワ赤ちゃん  | 山内和郎 | 向田邦子   |                    |

### だいこんの花（第3部）
放送期間
- 1972年11月16日 - 1973年5月10日（木曜21時）、全26回

スタッフ
- 脚本：向田邦子
- 音楽：冨田勲
- プロデューサー：木村幹
- 演出：山内和郎、大井素宏
- 制作：NET

出演
- 永山忠臣（森繁久彌）…巡洋艦「日高」の元艦長
- 永山誠（竹脇無我）…忠臣の次男。雑誌記者
- 永山トミ子（川口晶）…誠の妻
- 永山新一郎（岡浩也）…トミ子の連れ子
- 永山勇（長谷川哲夫）…忠臣の長男。会社員
- 永山悦子（真屋順子）…勇の妻
- 相馬京太郎（大坂志郎）…忠臣の元部下。小料理屋「日高」の主人
- 相馬静子（加藤治子）…京太郎の後妻
- 相馬麻子（武原英子）…京太郎の娘
- 板前ロクさん（浅若芳太郎）…小料理屋「日高」の板前
- 石川源助（牟田悌三）…忠臣の元部下。八百屋「八百源」の主人
- 石川たつ（春川ますみ）…源助の妻
- 石川哲男（吉田次昭）…源助の息子
- 水谷淳司（菅原謙次）…勇の取引先の部長
- 水谷英子（木村俊恵）…淳司の妻
- 水谷有子（和田恵利子）…淳司の娘
- 土岡ひろし（入川保則）…誠の同僚
- 久米編集長（金子信雄）…誠の上司
- 茂木良吉（河原崎次郎）…トミ子の兄。「陽陽軒」の主人
- キヨ子（三笠すみれ）…「陽陽軒」の店員
- 山本咲代（ミヤコ蝶々）…忠臣の妹。誠の叔母

放映リスト
| 話数 | 放映日          | サブタイトル               |
| ---- | --------------- | -------------------------- |
| 1    | 1972年 11月16日 | 出世にひびく嫁さがし       |
| 2    | 11月23日        | となりの芝生は良くみえる   |
| 3    | 11月30日        | ケガの功名まわれ右         |
| 4    | 12月7日         | ラーメンは恋の妙薬?        |
| 5    | 12月14日        | 遠くはなれて子守唄         |
| 6    | 12月21日        | 未婚の父のキャンペーン     |
| 7    | 12月28日        | 人は嫁取り婿とる中で       |
| 8    | 1973年 1月4日   | 女は嫉妬で家出する?        |
| 9    | 1月11日         | 身を捨ててこそ浮ぶ瀬もあれ |
| 10   | 1月18日         | 情にサオさせば流される     |
| 11   | 1月25日         | 雪にうもれた婚約指環       |
| 12   | 2月1日          | 幸せ運ぶマホウの機関車     |
| 13   | 2月8日          | この日は文金高島田         |
| 14   | 2月15日         | 新婚旅行か遠足か?          |
| 15   | 2月22日         | 父と呼ばれて思わず涙       |
| 16   | 3月1日          | 加賀百万石の美女騒動       |
| 17   | 3月8日          | 熱海の松と乱れ花           |
| 18   | 3月15日         | 夫婦相和し舅はおっぽらかし |
| 19   | 3月22日         | アメ喰って地固まる         |
| 20   | 3月29日         | 父の秘密の人の名は?        |
| 21   | 4月5日          | 花は桜と散りぬるを         |
| 22   | 4月12日         | 袖に涙の渡り鳥             |
| 23   | 4月19日         | 女房泣かせて職をかし       |
| 24   | 4月26日         | ジャンケンポンで第二の人生 |
| 25   | 5月3日          | テレては事を仕損じる       |
| 26   | 5月10日         | 花の白さが目にしみる       |

### だいこんの花（第4部）
放送期間
- 1974年9月5日 - 1975年3月27日（木曜21時）、全30回

スタッフ
- 脚本：向田邦子
- 音楽：冨田勲、横山青児（横山菁児）
- プロデューサー：木村幹
- 演出：山内和郎、大井素宏
- 制作：NET

出演
- 永山忠臣（森繁久彌）…巡洋艦「日高」の元艦長
- 永山誠（竹脇無我）…忠臣の次男。出版社勤務の編集者
- 永山勇（長谷川哲夫）…忠臣の長男。会社員
- 永山悦子（真屋順子）…勇の妻
- 相馬京太郎（大坂志郎）…忠臣の元部下。小料理屋「日高」の主人
- 相馬静子（加藤治子）…京太郎の後妻
- 井村健太郎（松山英太郎）…静子の息子
- 板前ロクさん（浅若芳太郎）…小料理屋「日高」の料理人
- 石川源助（牟田悌三）…忠臣の元部下。「石川酒店」の主人
- 石川たつ（春川ますみ）…源助の妻
- 石川ますみ（むつみ愛）…源助の長女
- 久米編集長（金子信雄）…誠の上司。雑誌「女性時代」の編集長
- 土岡ひろし（入川保則）…誠の同僚。編集者
- 倉橋まり子（いしだあゆみ）…バー「かもめ」のホステス。誠と恋仲に
- 倉橋進一（三ツ木清隆）…まり子の弟。受験生
- 倉橋徳造（大宮敏充）…まり子の実父。根はいいが、金と女にだらしない
- ふみ枝（桜むつ子）…徳造の内縁の妻。のち徳造と正式に結婚
- 順子（水野久美）…バー「かもめ」のママ。まり子の理解者
- 風見比呂子（松本留美）…誠の恋人。婚約寸前で誠と破局

放映リスト
| 話数 | 放映日        | サブタイトル           |
| ---- | ------------- | ---------------------- |
| 1    | 1974年 9月5日 | 親を捨てるか女を取るか |
| 2    | 9月12日       | 『かもめ』のまり子     |
| 3    | 9月19日       | あの女だけはよしてくれ |
| 4    | 9月26日       | 門前接吻               |
| 5    | 10月3日       | 遊びか真剣か           |
| 6    | 10月10日      | ふたりの父             |
| 7    | 10月17日      | 椿姫のおとっつあん     |
| 8    | 10月24日      | 素晴しい日曜日         |
| 9    | 10月31日      | 愚弟賢児               |
| 10   | 11月7日       | 夜の逆立ち             |
| 11   | 11月14日      | 日高のまり子           |
| 12   | 11月21日      | 花婿花嫁・大教育       |
| 13   | 11月28日      | 高砂                   |
| 14   | 12月5日       | 雨のアマリリス         |
| 15   | 12月12日      | 恋して候               |
| 16   | 12月19日      | 婚約                   |
| 17   | 12月26日      | けんか納め             |
| 18   | 1975年 1月2日 | 親獅子・子獅子         |
| 19   | 1月9日        | 蛍の光                 |
| 20   | 1月16日       | 祝婚                   |
| 21   | 1月23日       | 埴生の宿               |
| 22   | 1月30日       | 鬼は外                 |
| 23   | 2月6日        | 昔の男                 |
| 24   | 2月13日       | 花の形見               |
| 25   | 2月20日       | 夜のストライキ         |
| 26   | 2月27日       | 大パンダ・小パンダ     |
| 27   | 3月6日        | 雛子と軍艦             |
| 28   | 3月13日       | 春の嵐                 |
| 29   | 3月20日       | 七福神                 |
| 30   | 3月27日       | めでたやな             |

### だいこんの花（第5部）
放送期間
- 1977年6月2日 - 11月24日（木曜21時）、全26回

スタッフ
- 脚本：向田邦子
- 音楽：冨田勲、横山菁児
- 主題歌：作詞：森繁久彌、作曲：冨田勲、朗読：竹脇無我
- プロデューサー：木村幹
- 演出：山内和郎ほか
- 制作：テレビ朝日

出演
- 永山忠臣（森繁久彌）…巡洋艦「日高」の元艦長
- 永山誠（竹脇無我）…忠臣の次男。出版社勤務の編集者
- 永山より子（いしだあゆみ）…誠の妻
- 永山勇（長谷川哲夫）…忠臣の長男。会社員
- 永山悦子（真屋順子）…勇の妻
- 相馬京太郎（大坂志郎）…忠臣の元部下。小料理屋「日高」の主人
- 相馬静子（加藤治子）…京太郎の後妻
- 井村健太郎（松山英太郎）…静子の息子。元サラリーマンで「日高」の板前
- 石川源助（牟田悌三）…忠臣の元部下。「石川酒店」の主人
- 石川たつ（春川ますみ）…源助の妻
- 石川百合子（榊原郁恵）…石川夫妻の一人娘
- 久米編集長（金子信雄）…誠の上司。雑誌「女性時代」の編集長
- 土岡ひろし（入川保則）…誠の同僚。編集者
- 高沢品子（坪田直子）…より子の妹
- 黒田三樹男（真夏竜）…品子の恋人。大学生
- 片山(片倉行輝)（志村喬）…バー「ネルソン」のバーテンダー。直子の父
- 片倉直子（久我美子）…バー「ネルソン」のママ

放映リスト
| 話数 | 放映日        | サブタイトル         |
| ---- | ------------- | -------------------- |
| 1    | 1977年 6月2日 | （サブタイトルなし） |
| 2    | 6月9日        | （サブタイトルなし） |
| 3    | 6月16日       | （サブタイトルなし） |
| 4    | 6月23日       | （サブタイトルなし） |
| 5    | 6月30日       | 長男新築隠居所あり   |
| 6    | 7月7日        | 涙の葬送ラッパ       |
| 7    | 7月14日       | たたみ鈴虫親孝行     |
| 8    | 7月21日       | 我が青春の阿波踊り   |
| 9    | 7月28日       | 父子見合大合戦       |
| 10   | 8月4日        | 旧友大美人           |
| 11   | 8月11日       | ボケの花飾り         |
| 12   | 8月18日       | ペアーにて候         |
| 13   | 8月25日       | 17年目の遺言         |
| 14   | 9月1日        | 殺陣師を斬れ         |
| 15   | 9月8日        | 兄貴は課長俺はヒラ   |
| 16   | 9月15日       | 人に言えない親戚が   |
| 17   | 9月22日       | バーテンに敬礼       |
| 18   | 9月29日       | 女は仮病で勝負する   |
| 19   | 10月6日       | 約束・接吻・舞扇     |
| 20   | 10月13日      | 捨て子拾い子貰い子   |
| 21   | 10月20日      | 愛も運も手のひらに   |
| 22   | 10月27日      | 借りたダイヤで結婚式 |
| 23   | 11月3日       | 息子よ殴れ           |
| 24   | 11月10日      | コーヒー色の賭け     |
| 25   | 11月17日      | 手本は永山がま蛙     |
| 26   | 11月24日      | 第二の人生進水式     |

## エピソード
- 入浴シーンで、竹脇が海水パンツを履いて入ろうとしたところ、森繁が風呂の入り方について怒ったという。
- この作品以降、竹脇は森繁をオヤジとして慕うようになり、「風が燃えた」（TBS）、「天山先生本日も多忙」「森繁久彌のおやじは熟年」（テレビ朝日）、「天下御免の頑固おやじ 大久保彦左衛門」（TBS）、「栄花物語」（フジテレビ）、「ガンコおやじに敬礼!」「おやじのヒゲシリーズ」（TBS）、「みんな玉子焼き」（テレビ朝日）、「遊の人・天下の御意見番大久保彦左衛門」（TBS）などの森繁作品に出演した。
- 第2部『新・だいこんの花』の関根恵子は当時17歳で、11歳年上の竹脇無我の恋人役を務めた。
- スリムクラブの真栄田賢の母親がエキストラで出演していた[1]。

## その他
- 在阪準キー局は、第4シリーズまでは毎日放送ネットだったが、『ゴールデン劇場』次作『さやえんどう』から「腸捻転解消」により朝日放送ネットに変わったため、第5シリーズはABCネットで放送された。
- 2009年11月10日午前8時16分に森繁が96歳で死去したことに伴い、追悼特別企画として、関東地区（テレビ朝日）で11月16日から19日まで、午前10:30 - 11:25（アンコールF）枠で第1シリーズ第1、2、9、10話（最終話）が再放送された。制作のクレジット表示はテレビ朝日ではなくNETのまま放送した（ただしCM明け、テレビ朝日の他番組同様にtv asahi＼→地デジ5chのロゴアニメーションが表示された）。また、再放送では字幕放送も実施された。
- 第1部、第2部のみDVDが発売されている。